# 族車キングシリーズ
族車キングシリーズ（ぞくしゃキングシリーズ）は、タムソフトが開発し、ディースリー・パブリッシャーから発売されているプレイステーション2用レースゲームのシリーズである。

## 概要
従来のレースゲームとは違い、暴走族の改造車によるレースがテーマである。その筋の車両改造マニア向けの雑誌『チャンプロード』が監修を務め、ツッパリデッパや、竹やりマフラーなどのヤンキーパーツが満載のユニークなゲームである。そのインパクトある内容と税抜2000円の低価格ソフトSIMPLEシリーズとして出たこともあり、第1作はじわじわと長く売れ続けるロングセラーとなりシリーズ化もされた。
クルマは実在するものがモデルになっているが、当て字で表記されている（例：世留死雄=UCF11型セルシオ)。
クルマは、70年代の旧車 (C10型スカイライン(ハコスカ)など)から、80年代ネオクラシック（蘇阿羅＝Z20型ソアラ）、90年代の最新モデル(JZS161型アリストなど)が登場する。

## タイトルリスト

### SIMPLE2000シリーズUltimate
『最速!族車キング 〜仏恥義理伝説〜』
Vol.3、2002年9月26日発売。
『狂走！単車キング 喝斗美!罵離罵離伝説』
Vol.13、2003年10月23日発売。『族車キング』の単車版。
『超最速!族車キングBUのBU 〜仏恥義理伝説2改〜』
Vol.25、2005年5月26日発売。
『仏恥義理伝説2』に新車種と新コースを追加した廉価版。なお、「BU」は「ボアアップ」と読む。
『降臨!族車ゴッド 〜仏恥義理 愛羅武勇〜』
Vol.30、2006年2月2日発売。
新たに、仏恥義理ブーストというシステムが登場、クルマも31台に増えた。

### SIMPLEアウトローズDX外伝（フルプライス）
『超最速!族車キングBU 〜仏恥義理伝説2〜』
2003年4月29日発売。
前作の好評を受け、税抜4800円と、SIMPLEシリーズの倍以上の値段で登場。なお、「BU」は「ボアアップ」と読む

## コース紹介
湾岸
海沿いのコース。ゆるいコーナーが多い。裏道も存在する。
市街地
高速道路を抜けビル街を駆け抜けていくコース。スタート直後に右に曲がると近道がある。『超最速!族車キングBU 〜仏恥義理伝説2〜』（以下『BU』）からは、関西にあるという設定になっている。
林道
林に覆われたダート路面を駆け抜けていくコース。『BU』からは、北海道にあるという設定になっている。
サーキット場
アップダウンが激しいレース用のコース。『BU』からはピットが閉鎖されていたり、標識が取れかかったりしているなど、朽ち果てている。
東京
『BU』から登場。高速道路のコース。なお、『降臨!族車ゴッド 〜仏恥義理 愛羅武勇〜』（以下『ゴッド』）のストーリーモードのイベントモードで首都高と表記されている。
九州
『BU』から登場。ショートコースとロングコースがある。アップダウンの激しい峠コースという設定になっている。
浅草
『ゴッド』から登場。浅草の町を駆け抜けるロングコースとショートコースがあるコース。雷門がある。
ラベンダー畑
『ゴッド』から登場。北海道にあって、コースが北海道の形をしているコース。発売当初、ラリージャパンが開催されていた影響もあるためか、アップダウンの激しいダートコースという設定なっている。

## 「ツレ」について
このゲームは普通のレースゲームと違い、助手席にツレ（ラリーで言うコ・ドライバー）を乗せることが出来る。以下は、助手席に乗せることが出来るキャラクターの一覧である。

### 『BU』のツレ
伊藤優子
ノリのいいヤンギャル。ちょっと抜けている。
加藤光一
学校で1つ下だった後輩。
曽我原文太
数々の伝説を持つ地方出身の先輩。モデルは菅原文太。
剛田静子
レディースのヘッドを張っている女番長。
横山安樹
ちょっと変わった関西人。何故かテンパっている。
双葉理保
一日総長で来た売れっ子アイドル。

### 『ゴッド』のツレ
ケンジ
主人公　浅川修一が総長を務める暴走族「浅草露苦」の副総長。
鈴子
修一の恋人。重い病気に冒されている。
茜
修一の幼馴染で鈴子の親友。元レディース。
ウイルス
浅草で倒れていた謎の外国人。